# Polonezy op. 40 (Chopin)

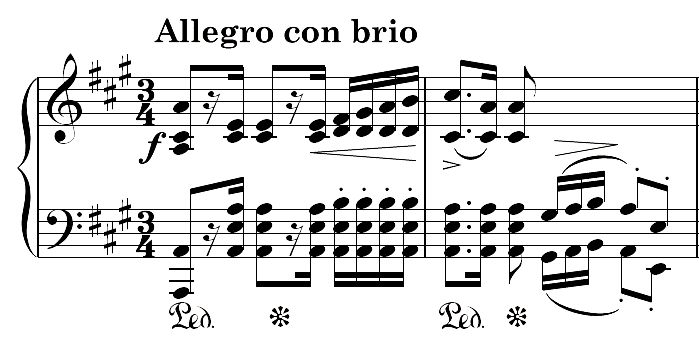
Początek Poloneza A-dur

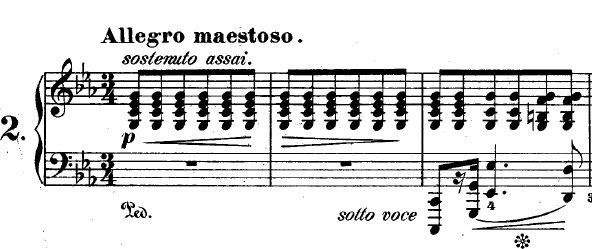
Początek Poloneza c-moll

Polonezy op. 40 (nr 1 A-dur, nr 2 c-moll) – polonezy Fryderyka Chopina, skomponowane na fortepian solo w 1838.
Zadedykowane J. Fontanie (à son ami Mr Jules Fontana).

## Polonez A-dur op. 40 nr 1
Polonez w tonacji A-dur. Ze względu na uroczysty charakter nazywany jest często Wojskowym. Kompozycja (w tempie Allegro con brio – wł. szybko, z życiem) zaczyna się akordem A-dur w typowym rytmie poloneza. Potem następuje część w tonacji D-dur, aby pod koniec znowu wrócić do A-dur.

Początek utworu jest sygnałem Programu I Polskiego Radia. Podczas kampanii wrześniowej Polskie Radio codziennie nadawało tę kompozycję, jako symbol narodowego protestu oraz mobilizacji Polaków. Hitlerowcy w niedługim czasie zakazali publicznego wykonywania utworów Chopina, a także zniszczyli w 1940 jeden z jego głównych pomników (z 1926) znajdujący się w Parku Łazienkowskim w Warszawie (odbudowany w 1958). 

## Polonez c-moll op. 40 nr 2
W tym samym opusie znajduje się także drugi polonez w tonacji c-moll, który nie jest tak popularny jak pierwszy (Polonez A-dur zaliczany jest do – po Polonezie As-dur op. 53 – jednego z najbardziej znanych polonezów stworzonych przez Chopina). Prawa ręka gra miarowy akompaniament ostinato dla melodii lewej ręki, rozpoczynającej utwór w najniższych rejestrach. Po fragmencie w c-moll następuje fragment w f-moll, a potem znowu w c-moll. Zdaniem niektórych muzykologów jest symboliczną odpowiedzią na wiernopoddańczy polonez Kurpińskiego „Witaj Królu”.

### Porównanie Poloneza c-moll Chopina z Polonezem D-dur Kurpińskiego
|                                              | Polonez Chopina       | Polonez Kurpińskiego                |
| -------------------------------------------- | --------------------- | ----------------------------------- |
| rejestr dźwięków                             | niski (najniższy)     | wysoki                              |
| tonacja                                      | c-moll                | D-dur                               |
| znaczenie tonacji w myśl klasycznych kanonów | dramatyzm, cierpienie | bóstwo, władca porównywany z Bogiem |